# Lýsuskarð
Lýsuskarð est un système volcanique situé dans la région de Vesturland, dans l'ouest de l'Islande.

## Description
Le système volcanique de Lýsuskarð est situé dans la partie centrale de la péninsule de Snæfellsnes. Il mesure 30 km de long et jusqu'à 5 km de large.
Il s'étend de Tröllatindar (sv) jusqu'à la montagne Búlandshöfði, à l'est du village de pêcheurs d'Ólafsvík, dans  la municipalité de Snæfellsbær. Le système a formé les plus hauts sommets de la région ; au sud, elle est orientée d'est en ouest ; possède une branche nord orientée du sud-est au nord-ouest sur la chaîne d'Helgrindur dont le plus haut sommet est le Kaldnasi, haut de 988 m, et se termine à Búlandshöfði.

## Volcanisme
Le système possède un volcan central qui était particulièrement actif entre 2 et 1 million d'années, mais qui a également connu deux éruptions au cours des 10 000 dernières années. Les éruptions ont produit principalement des laves basaltiques, qui ont entraîné la formation de coulées de lave sur le côté sud de la péninsule de Snæfellsnes, comme Staðarsveit (is).

## Entrées connexes
- Liste des volcans d'Islande
- Volcanisme en Islande